# Batrachyla nibaldoi
Espèce
Statut de conservation UICN

 LC  : Préoccupation mineure
Batrachyla nibaldoi est une espèce d'amphibiens de la famille des Batrachylidae.

## Répartition
Cette espèce est endémique du Chili. Elle se rencontre jusqu'à 500 m d'altitude : 
- dans la région des Lacs
  - sur l'île Alao,
- dans la région d'Aisén
  - sur les îles Kent et Melchor,
  - à Puente Traihuanca,
  - dans le parc national Laguna San Rafael,
  - à Villa O'Higgins.

## Étymologie
Cette espèce est nommée en l'honneur de Jorge Nibaldo Bahamonde Navarro (1924-).

## Publication originale
- Formas, 1997 : A new species of Batrachyla (Anura: Leptodactylidae) from southern Chile. Herpetologica, vol. 53, no 1, p. 6-13.